# زالشه کنتژنگسکیه
زالشه کنتژنگسکیه (به لهستانی:  Zalesie Kętrzyńskie) یک روستا در لهستان است که در گمینا کنتژن واقع شده‌است.